# Alberto S. Poggi
Alberto S. Poggi (Buenos Aires, (Argentina), 1892 - [...?], 1962), fou un compositor i violinista argentí.
Estudià en el Conservatori de Santa Cecília, sent consagrat el 1904 com a mestre de violí. Fou professor de l'Scola Cantorum de la parròquia de Sant Nicolau i aconseguí diversos premis i distincions per la seva mestressa amb el violí.
Encara que estava lluny de ser un músic popular, no va menysprear compondre tangos durant la primera dècada del segle. La seva especialitat era la música de saló, de la qual va escriure gran quantitat de peces.
També va ser editor de música doncs va continuar l'empresa fundada pel seu pare David Poggi el 1860, fins a la desaparició de la mateixa cap al 1923.
De la seva obra podem esmentar:

Tangos
- A la gran flauta,
- El cosquilloso,
- La vista engaña,
- No le hagas caso,
- No me parece,
- ¡Qué cosa bárbara!.

Valsos

- Don Clemente,
- Je sait tout,
- Sans coeur,
- Son flores,
- Caras y caretas.

Altres

- Yguazú (Xotis), Centenario (pas-doble); Rose d'amour (minué); A moi seul (gavota); Dichosa (mazurca); La poupée (polca); En la soledad (cant escolar); Gualeguaychú (marcha militar).[1]

Va escriure interessants obres de música religiosa, i també és autor d'un Mètode de solfeig i d'una teoria de la música. Per diverses de les seves composicions aconseguí medalla d'or en l'Exposició de San Francisco de Califòrnia el 1915.